# Премия Садоски
Премия Садоски — премия, присуждаемая раз в два года Ассоциацией женщин-математиков выдающейся молодой исследовательнице в области математического анализа. Учреждена в 2012 году в память о президенте Ассоциации женщин-математиков Коре Садоски (англ. Cora Sadosky; 1940—2010).
Лауреаты:
- 2014: Светлана Майборода — за исследование краевых задач эллиптических уравнений второго и более высоких порядков в негладких средах[4];
- 2016: Даниэла Де Сильва — за фундаментальный вклад в теорию регулярности нелинейных эллиптических уравнений в частных производных и нелокальных интегро-дифференциальных уравнений[5];
- 2018: Лилиан Пирс — за исследования, охватывающие и связывающие широкий спектр проблем, от характеристических сумм в теории чисел до сингулярных интегральных операторов в евклидовых пространствах[6];
- 2020: Михаэла Игнатова — за вклад в уравнения в частных производных, в частности, в уравнения гидроаэродинамики[7];
- 2022: Яиза Канзани — за вклад в спектральную геометрию и микролокальный анализ[8].